# 摩亞雷

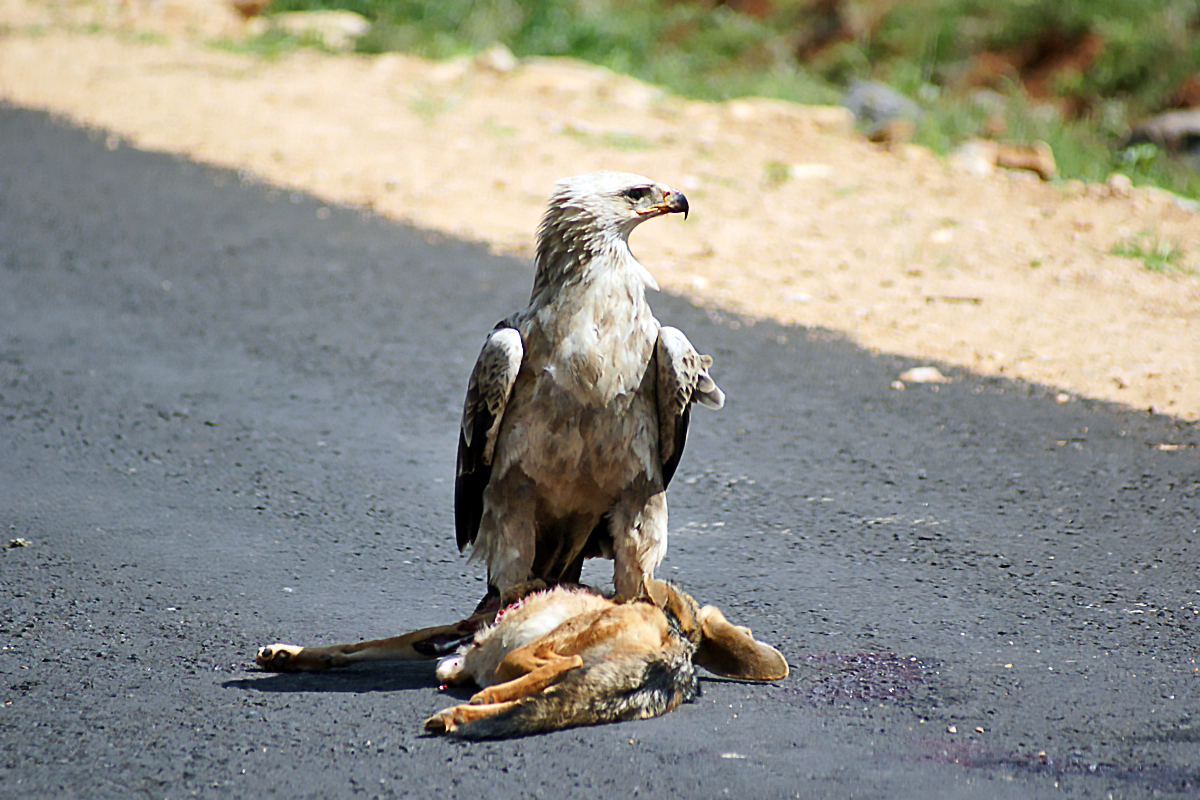
Aquila rapax

摩亞雷（Moyale）是位於埃塞俄比亞和肯亞邊境的小鎮，座標3°32′N 39°3′E / 3.533°N 39.050°E，大部分土地屬於埃塞俄比亞奧羅米亞州，而小部分則屬於肯亞領土。摩亞雷是內羅比─亞的斯亞貝巴道路上的主要邊防檢查站。
根據埃塞俄比亞中央統計局2005年的資料，埃塞俄比亞管轄區人口約25,038，其中男性13,665人，女性11,373人。1999年的肯亞管轄區人口為9,276。